# Liam Horner
Liam Henry Horner (* 26. Juni 1943 in Dublin; † 13. April 2003 in Dalkey) war ein irischer Radrennfahrer und nationaler Meister im Radsport.

## Sportliche Laufbahn
Horner war Straßenradsportler und begann im Verein Lorraine CC mit dem Radsport. 1965 und 1966 lebte er in der Bretagne und fuhr dort Radrennen. Er war Teilnehmer der Olympischen Sommerspiele 1968 in Mexiko-Stadt. Im olympischen Straßenrennen schied er aus. Bei den Olympischen Sommerspielen 1972 startete er erneut. Im olympischen Straßenrennen wurde er als 32. klassiert. Im Mannschaftszeitfahren kam der Straßenvierer Irlands mit Liam Horner, Peter Doyle, Kieron McQuaid und Noel Teggart auf den 26. Platz.
Horner war in den 1960er Jahren mit Peter Doyle der dominierende Radrennfahrer bei den Amateuren in Irland. 1965 siegte Horner im Etappenrennen Tour of the North und beendete die Tour of Britain auf dem 50. Rang, 1967 wurde er 18., 1968 7. Das damals international bedeutendste britische Eintagesrennen Manx International gewann er 1967 vor Dave Rollinson. 1968 gewann er eine Reihe irischer und britischer Rennen, darunter zwei Etappen der Tour of Ireland sowie die Dublin Mini Five Days, wobei er alle Etappen für sich entschied. 1969 gewann er erneut in diesem Rennen mit vier Etappensiegen. 1971 gewann er die nationale Meisterschaft im Straßenrennen und holte zwei Etappensiege in der Tour of Ireland, die er auf dem 9. Rang beendete. 1972 gewann er die Tour of Ireland mit zwei Tageserfolgen. Den nationalen Titel auf der Straße verteidigte Horner 1973 vor Sean Lally.